# Brandon Bollig
Brandon Bollig (* 31. ledna 1987, St. Charles, Missouri, USA) je bývalý americký hokejový útočník, který odehrál pět sezón v severoamerické lize NHL za Calgary Flames a Chicago Blackhawks, kde byl součástí týmu, který dokázal v roce 2013 vyhrát Stanley Cup.

## Hráčská kariéra

### Amatérská a juniorská kariéra
Juniorskou kariéru zahájil v USHL v týmu Lincoln Stars, kde v letech 2005-2008 odehrál celkem 173 utkání, ve kterých nasbíral 73 bodů (37+36) a 593 trestných minut. V každé sezoně byl nejtrestanějším hráčem svého týmu. V sezoně 2008-09 zamířil na univerzitu St. Lawrence v ECAC.

### Profesionální kariéra

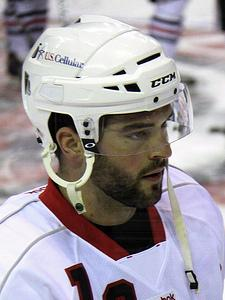
Portrét

Po skončení kariéry na univerzitě podepsal 3. dubna 2010 nováčkovskou dvouletou smlouvu s Chicagem Blackhawks a zároveň do konce sezony amatérskou smlouvu s Rockfordem IceHogs z AHL. V základní části AHL se dostal do sestavy ve 3 utkáních.
V sezoně 2010-11, první celé sezoně v AHL, odehrál 55 utkání, ve kterých vstřelil 4 góly a nasbíral 115 TM.
Sezonu 2011–2012 začal sezonu v Rockfordu, kde do konce února stihl 53 zápasů a v nich 17 bitek a celkem 163 trestných minut. Byl tak nejtrestanějším hráčem Rockfordu i na konci sezony, i když byl 28. února povolán do Chicaga a tam již zůstal do konce sezony. K týmu Blackhawks byl povolán po výměně bitkaře Johna Scotta do New York Rangers, aby zastal jeho místo. Své funkce se ujal hned 29. února 2012 proti Torontu, kdy odehrál své 1. utkání v NHL a zaznamenal hned i první bitku. Do konce základní části nastoupil v 18 utkáních a v nich nasbíral 58 TM, což stačilo na 3. místo v týmové tabulce. V playoff pak nastoupil ve 4 utkáních a 14. dubna 2012 ve Phoenixu vstřelil svůj první gól v NHL. K tomu přidal celkem i 19 TM, nejvíce v týmu.
18. června 2012, se dohodl s Blackhawks na prodloužení smlouvy o další 2 roky, ale kvůli výluce zahájil sezonu 2012-2013 opět v Rockfordu a do jejího konce zde stihl 35 zápasů s 9 body (5+4) a 157 TM. Ve zkrácené sezoně NHL pak odehrál 25 zápasů, ve kterých sice nebodoval, ale nasbíral 51 TM, což bylo nejvíce v týmu Blackhawks. V playoff odehrál jen 5 zápasů, ale nakonec se mohl se spoluhráči radovat ze Stanley Cupu.

## Klubové statistiky
| Sezona     | Klub                    | Soutěž     | Základní část | Základní část | Základní část | Základní část | Základní část | Play off | Play off | Play off | Play off | Play off |
| Sezona     | Klub                    | Soutěž     | Z             | G             | A             | B             | TM            | Z        | G        | A        | B        | TM       |
| ---------- | ----------------------- | ---------- | ------------- | ------------- | ------------- | ------------- | ------------- | -------- | -------- | -------- | -------- | -------- |
| 2005–06    | Lincoln Stars           | USHL       | 58            | 8             | 8             | 16            | 175           | 9        | 1        | 2        | 3        | 12       |
| 2006–07    | Lincoln Stars           | USHL       | 57            | 14            | 12            | 26            | 207           | 9        | 1        | 2        | 3        | 12       |
| 2007–08    | Lincoln Stars           | USHL       | 58            | 15            | 16            | 31            | 211           | 8        | 2        | 4        | 6        | 40       |
| 2008–09    | St. Lawrence University | ECAC       | 36            | 6             | 7             | 13            | 51            | —        | —        | —        | —        | —        |
| 2009–10    | St. Lawrence University | ECAC       | 42            | 7             | 18            | 25            | 83            | —        | —        | —        | —        | —        |
| 2009–10    | Rockford IceHogs        | AHL        | 3             | 1             | 1             | 2             | 7             | —        | —        | —        | —        | —        |
| 2010–11    | Rockford IceHogs        | AHL        | 55            | 4             | 0             | 4             | 115           | —        | —        | —        | —        | —        |
| 2011–12    | Rockford IceHogs        | AHL        | 53            | 3             | 6             | 9             | 163           | —        | —        | —        | —        | —        |
| 2011–12    | Chicago Blackhawks      | NHL        | 18            | 0             | 0             | 0             | 58            | 4        | 1        | 0        | 1        | 19       |
| 2012–13    | Rockford IceHogs        | AHL        | 35            | 5             | 4             | 9             | 157           | —        | —        | —        | —        | —        |
| 2012–13    | Chicago Blackhawks      | NHL        | 25            | 0             | 0             | 0             | 51            | 5        | 0        | 0        | 0        | 2        |
| 2013–14    | Chicago Blackhawks      | NHL        | 82            | 7             | 7             | 14            | 92            | 15       | 0        | 1        | 1        | 16       |
| 2014–15    | Calgary Flames          | NHL        | 62            | 1             | 4             | 5             | 88            | 11       | 2        | 0        | 2        | 38       |
| 2015–16    | Calgary Flames          | NHL        | 54            | 2             | 2             | 4             | 103           | —        | —        | —        | —        | —        |
| 2016–17    | Stockton Heat           | AHL        | 60            | 11            | 11            | 22            | 136           | 5        | 1        | 0        | 1        | 2        |
| 2017–18    | San Jose Barracuda      | AHL        | 45            | 8             | 2             | 10            | 68            | —        | —        | —        | —        | —        |
| 2017–18    | Milwaukee Admirals      | AHL        | 21            | 3             | 1             | 4             | 30            | —        | —        | —        | —        | —        |
| NHL celkem | NHL celkem              | NHL celkem | 241           | 10            | 13            | 23            | 392           | 35       | 3        | 1        | 4        | 75       |